# Miespa
Miespa is een geslacht van wantsen uit de familie van de Piesmatidae (Amarantwantsen). Het geslacht werd voor het eerst wetenschappelijk beschreven door Carl John Drake in 1948.

## Soorten
Het genus bevat de volgende soort:

- Miespa reedi (Drake, 1939)